# Izidor Bistrović
Izidor Bistrović (Gornje Jesenje, 5. prosinca 1949. ‒ Blažuj kod Sarajeva, 3. prosinca 1969.), hrvatski isusovački novak i mučenik ubijen na služenju vojnoga roka u Jugoslavenskoj narodnoj armiji.
Rođen je 1949. u župi Gornjem Jesenju. Još u osnovnoj školi izražavao je želju za odlaskom u Družbu Isusovu i svećeništvo.
U jutro 4. studenoga 1969., ubijen je u Blažuju kod Sarajeva, kao ročnik JNA. Službeno pismeno priopćenje vojne vlasti glasilo je: »Vojnik M. T. nakon što je ubio desetara Izidora Bistrovića htio je i sebi oduzeti život ispalivši si u trbuh tri metka.« Motivi ubojstva nisu razjašnjeni. Bistrović nije jedini hrvatski mladić koji je ubijen u JNA.
Vojniku ubojici liječničkom je intervencijom spašen život. Kad se oporavio protiv njega je pokrenut sudski postupak, ali ne na vojnom, nego na civilnom sudu. Suđenje je bilo u Sarajevu, a njemu su prisustvovali i otac i brat ubojice, Izidorov otac i o. Izidor Jedvaj, u ime Družbe Isusove. Na temelju liječničke izjave kojom je M.T. bio proglašen psihički neuravnoteženim, sud ga je oslobodio  od odgovornosti za počinjeno ubojstvo.
Pokopan je u isusovačkoj grobnici na zagrebačkom Mirogoju.

## Vanjske poveznice
- Izidor Bistrović Obitelj malih Marija